# Spoorlijn Herford - Kirchlengern
De spoorlijn Herford - Kirchlengern is een Duitse spoorlijn in Noordrijn-Westfalen en is als spoorlijn 2981 onder beheer van DB Netze.

## Geschiedenis
Het traject werd door de Preußische Staatseisenbahnen geopend op 1 juli 1904.  

## Treindiensten
De Westfalenbahn en de Eurobahn verzorgt het personenvervoer op dit traject met RB treinen.
| Serie       | Treinsoort                      | Route                                                                          | Bijzonderheden                           |
| ----------- | ------------------------------- | ------------------------------------------------------------------------------ | ---------------------------------------- |
| 20350 RB 61 | Stoptrein/Regionalbahn (Keolis) | Hengelo – Bad Bentheim – Rheine – Osnabrück Hbf – Bünde(Westf) – Bielefeld Hbf | Wiehengebirgsbahn                        |
| RB 71       | Regionalbahn (eurobahn)         | Bielefeld Hbf – Herford – Bünde (Westf) – Rahden (Kr Lübbecke)                 | Ravensberger Bahn zondag 1x per twee uur |

## Aansluitingen
In de volgende plaatsen is of was er een aansluiting op de volgende spoorlijnen:
Herford
DB 1700, spoorlijn tussen Hannover en Hamm
DB 2980, spoorlijn tussen Herford en Himmighausen
DB 2990, spoorlijn tussen Minden en Hamm
Kirchlengern
DB 2992, spoorlijn tussen Löhne en Rheine

## Elektrificatie
Het traject werd in 1976 geëlektrificeerd met een wisselspanning van 15.000 volt 16⅔ Hz.